# Gymnangium humilis
Gymnangium humilis är en nässeldjursart som först beskrevs av V.S. Bale 1884.  Gymnangium humilis ingår i släktet Gymnangium och familjen Aglaopheniidae. Inga underarter finns listade i Catalogue of Life.